# 格热戈日·斯泰拉克
格热戈日·斯泰拉克（波蘭語：Grzegorz Stellak，1951年3月11日—2023年11月17日），波兰男子赛艇运动员。他曾代表波兰参加1972年、1976年和1980年夏季奥林匹克运动会赛艇比赛，其中1980年奥运会获得一枚铜牌。